# Sikkerhedsvagt
En sikkerhedsvagt el. sikkerhedsfolk er en person el. flere som er ansat af en organisation, private el. personer til at beskytte de sidstnævntes aktiver (ressourcer, ejendom, personer, dyr) fra en række farer (kriminalitet, tyveri, skade, hærværk osv.) ved at indføre forebyggende sikkerhedsforanstaltninger. En sikkerhedsvagts opgaver kan være patruljering, kontrollere dem som kommer ind og ud på området, holde øje med overvågningskameraer for tegn på mulig på kriminalitet, advare el. bede uvedkommende om at forlade området, og at anmelde disse episoder til deres klienter, el. kontakte beredskaber såsom akutberedskab el. politiet.